# Caldeirão

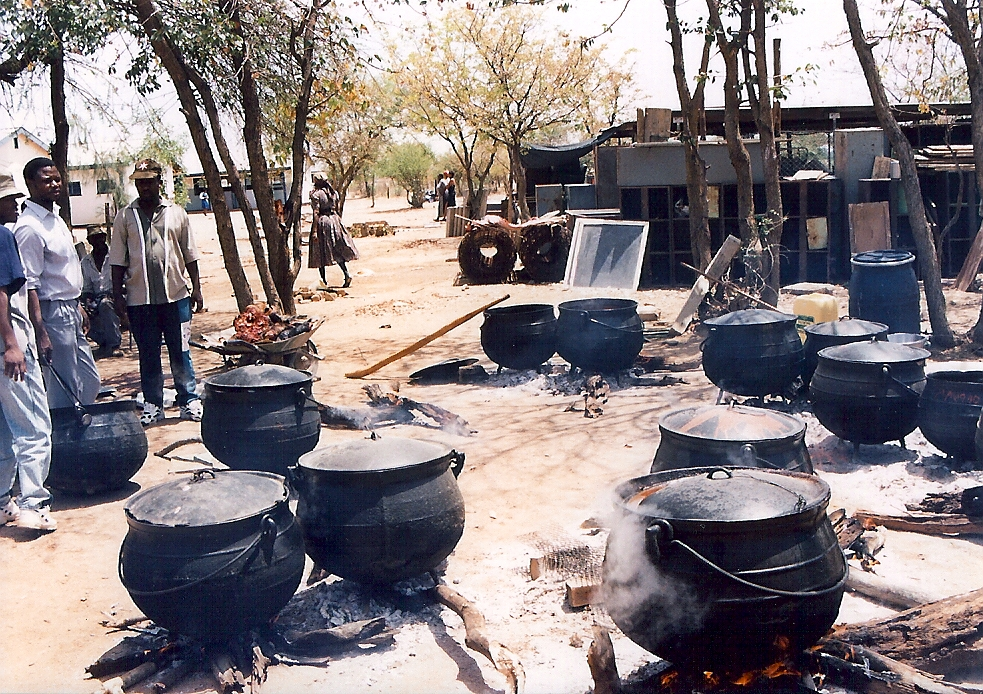
Caldeirões numa escola do Botswana.

Um caldeirão (do Latim caldarium, banho quente) é uma panela grande, usada para cozinhar grandes quantidades de comida sobre uma fogueira.
Caldeira grande, espécie de panela ('vasilha para cocção de alimentos') de grandes dimensões, com alça ou alças e de forma cilíndrica ou esferoide, com fundo chato, usado princialmente para cozimento em água fervente.

## Na ficção
Os caldeirões são frequentemente usados por feiticeiras na literatura e no cinema.
Na série do Sítio do Picapau Amarelo, Cuca usa o seu caldeirão para espiar os acontecimentos no sítio e para fazer suas poções e comida.

## Na Bruxaria (e na Wicca)
O caldeirão simboliza o pincípio feminino, representando o útero da Deusa Mãe, de onde vem todas as coisas. Na Wicca é usado pelos wiccanos para queimar papéis com pedidos, agradecimentos e orações ou para fazer fogueiras.
Além disso, o caldeirão também simboliza a vida, pois é nele que se prepara o alimento, e desta associação, originou-se a lenda celta sobre o graal, pois em várias culturas européias fala-se em caldeirões ou "taças" mágicas que geram alimento ou bebida infinitamente.
Tradicionalmente o caldeirão possui três "pés" que representa as três faces da Deusa Tríplice: Donzela, Mãe e Anciã.
O caldeirão está ligado ao elemento Água que denota uma influência psíquica e do inconsciente. O principal instrumento ritualístico utilizado pelos bruxos, ele simboliza desde a antiguidade o útero universal, ou seja, o útero da Grande Mãe, de onde tudo vem e para onde tudo retorna. Na prática é usado para transformar os feitiços através da queima de ervas, papéis, alimentos, líquidos e demais itens.
É normalmente preto e feito de ferro. Seu tamanho varia conforme o praticante optar. Representa no altar o elemento éter aquele que une todos os outros. É comum guardar instrumentos menores no caldeirão para protegê-los ou escondê-los.